# Calhoun (Illinois)
Calhoun és una població dels Estats Units a l'estat d'Illinois. Segons el cens del 2000 tenia 222 habitants.

## Demografia
Segons el cens del 2000, Calhoun tenia 222 habitants, 86 habitatges, i 65 famílies. La densitat de població era de 81,6 habitants/km².
Dels 86 habitatges en un 39,5% hi vivien nens de menys de 18 anys, en un 53,5% hi vivien parelles casades, en un 15,1% dones solteres, i en un 24,4% no eren unitats familiars. En el 18,6% dels habitatges hi vivien persones soles l'11,6% de les quals corresponia a persones de 65 anys o més que vivien soles. El nombre mitjà de persones vivint en cada habitatge era de 2,58 i el nombre mitjà de persones que vivien en cada família era de 2,94.
Per edats la població es repartia de la següent manera: un 31,1% tenia menys de 18 anys, un 8,6% entre 18 i 24, un 27,5% entre 25 i 44, un 19,4% de 45 a 60 i un 13,5% 65 anys o més.
L'edat mediana era de 34 anys. Per cada 100 dones de 18 o més anys hi havia 86,6 homes.
La renda mediana per habitatge era de 25.809 $ i la renda mediana per família de 27.500 $. Els homes tenien una renda mediana de 25.000 $ mentre que les dones 19.375 $. La renda per capita de la població era de 14.679 $. Aproximadament el 20% de les famílies i el 27,2% de la població estaven per davall del llindar de pobresa.

## Poblacions més properes
El següent diagrama mostra les poblacions més properes.